# Ewy Parmsten
Anna Karin Ewy Parmsten, född 31 mars 1906 i Göteborgs Masthuggs församling, Göteborg, död 17 oktober 1991 i Danderyds församling, Stockholms län, var en svensk textilkonstnär.
Hon var dotter till byggmästaren Aron Svensson och Elin Börjesson och från 1937 gift med bibliotekarien Paul Petrus Folke Parmsten. Hon studerade vid Slöjdföreningens skola i Göteborg 1921–1926 och bevistade föreläsningarna som gavs av Handarbetets vänner i Stockholm 1927 samtidigt som hon studerade vid Johanna Brunssons vävskola. Hon medverkade i ett flertal utställningar i Göteborg 1928–1936 bland annat på Röhsska konstslöjdmuseet. I Stockholm medverkade hon i Stockholmsutställningen 1930 och i Danderyds konstförenings utställningar. Hennes konst består av bildvävnader, ofta med religiösa motiv, djurframställningar och applikationer med batik. Parmsten är representerad vid Västerortskyrkan i Vällingby och vid Danderydsgården i Danderyd.